# عبدالحق نوری
عبدالحق نوری یک بازیکن فوتبال اصالتا مراكشي اهل هلند است. او سابقه بازی در باشگاه فوتبال آژاکس را دارد. او در ۸ ژوئیه ۲۰۱۷ در بازی دوستانه آژاکس و وردربرمن در باشگاه ورزشی وردر برمن به دلیل آریتمی قلب از حال رفت و بیهوش شد ، او از استعداد های فوتبال به شمار میرفت. بعد از این اتفاق مشخص شد که عبدالحق نوری به دلیل ضایعه مغزی دیگر قادر به بازی کردن نیست و فوتبال او به پایان رسید.
وی پس از ٢ سال و ٩ ماه در ٢٦ مارس ٢٠٢٠ از کما به هوش آمد.